# Карашик (Казахстан)
Караши́к (каз. Қарашық) — село у складі Сауранського району Туркестанської області Казахстану. Адміністративний центр Карашицького сільського округ.
Населення — 8132 особи (2021; 6680 у 2009, 5151 у 1999, 4502 у 1989).